# 夜の街殺人事件
『夜の街殺人事件』（よるのまちさつじんじけん）は、1992年から1993年までテレビ朝日系「土曜ワイド劇場」で放送されたテレビドラマシリーズ。全2回。主演は愛川欽也。

## キャスト
桑名草介
演 - 愛川欽也
銀座裏のバー「やどり木」のマスター。

### ゲスト
第1作『夜の街殺人事件 銀座－水上温泉、湯けむりに消えた女 上越新幹線とき460号に乗ったのは?』（1992年）
- 結城しのぶ、島村佳江、吉川十和子、山内明、椎谷建治、曽雌達人、井川晃一、武見龍磨、加藤由美、斉藤林子、立原ちえみ、千喜良寿子、丸山英機、岡智、杜沢泰文、藤原稔三、木村元

第2作『夜の街殺人物語 東京銀座－群馬老神温泉 女に殺意が芽生える時 哀しみの履歴書』（1993年）
- 片桐朋子 / 片山美穂 - 石野真子
- 福田庄之介 - 山内明
- タクシーの運転手 - 団しん也
- 田村ゆり子 - テレサ野田
- 結城徹 - 中丸新将
- 伊達刑事 - 木村元
- 浜田刑事 - 真実一路
- 高野刑事 - 田嶋基吉
- 長井 - 井川晃一
- 毛利 - 江藤漢
- 武井直美 - 桜庭優姫
- 久我美智子、菊地陽子、斎藤崇、中川りり、久保晴輝、蒲谷美紀、後藤保幸、新富重夫、新田悠、丸山英機、記平佳枝、川崎広久、久木念

## スタッフ
- 脚本 - 岡本克己
- 監督 - 山本迪夫
- 音楽 - 丸谷晴彦
- プロデューサー - 渡辺毅、大井素宏
- 制作 - テレビ朝日、東宝

## 放送日程
| 話数 | 放送日        | サブタイトル                                                                       | 脚本     | 監督     | 視聴率 |
| ---- | ------------- | ---------------------------------------------------------------------------------- | -------- | -------- | ------ |
| 1    | 1992年2月8日  | 夜の街殺人事件 銀座－水上温泉、湯けむりに消えた女 上越新幹線とき460号に乗ったのは? | 岡本克己 | 山本迪夫 | 18.9%  |
| 2    | 1993年8月28日 | 夜の街殺人物語 東京銀座－群馬老神温泉 女に殺意が芽生える時 哀しみの履歴書          | 岡本克己 | 山本迪夫 | 18.5%  |